# Гаплогруппа U4b (мтДНК)
Гаплогруппа U4b — гаплогруппа митохондриальной ДНК человека.

## Субклады
- U4b
  - U4b1
  - U4b2
  - U4b3
  - U4b4
  - U4b5
  - U4b6
  -  U4b7

## Палеогенетика

### Мезолит
Гребениковская культура
- I1733 | StPet8 __ Vasil’evka 3 (6462-30) __ Волосское (Днепропетровская область), Украина __ 9000–7500 BCE (10200 BP) __ Ж __ U4b.[1]

### Неолит
Могильники мариупольского типа
- I5873 | Grave 14 __ Vil’nyanka __ Вольнянка (Вольнянский район), Запорожская область, Украина __ 5469-5322 calBCE (6400±25 BP, PSUAMS-2809) __ Ж __ U4b.

- I1378 | StPet2 __ Vovnigi 2 __ Вовниги, Днепропетровская область, Украина __ 4519-4343 calBCE (5590±50 BP Poz-83446) __ M __ I2a2a1b1 (L702) # U4b.

### Бронзовый век
Полтавкинская культура
- I8745 __ Nikolaevka III (kurgan 1, grave 3)  __ Николаевка (Волжский район), Самарская область, Россия __ 2500–2200 BCE (4300 BP) __ М __ R1b1a1a2a2 # U4b.[2]

### Железный век
Лангобарды
- SZ24 | SZO021.A0101 __ Szólád __ Шомодь (медье), Южная Трансданубия, Венгрия __ 412–604 CE __ М __ I2a2a1 (CTS9183) > I-S8112 # U4b > U4b1a1a1*.[3][4]

## Публикации
2018
- Mathieson I, Alpaslan-Roodenberg S, Posth C; et al. (Март 2018). The genomic history of southeastern Europe. Nature. 555 (7695): 197–203. doi:10.1038/nature25778. PMC 6091220. PMID 29466330. {{cite journal}}: Явное указание et al. в: |author= (справка)Википедия:Обслуживание CS1 (множественные имена: authors list) (ссылка)
- Amorim CEG, Vai S, Posth C; et al. (Сентябрь 2018). Understanding 6th-century barbarian social organization and migration through paleogenomics. Nature Communications. 9. doi:10.1038/s41467-018-06024-4. PMC 6134036. PMID 30206220. {{cite journal}}: Явное указание et al. в: |author= (справка)Википедия:Обслуживание CS1 (множественные имена: authors list) (ссылка)

2019
- Vai S, Brunelli A, Modi A; et al. (Апрель 2019). A genetic perspective on Longobard-Era migrations. European Journal of Human Genetics. 27 (4): 647–656. doi:10.1038/s41431-018-0319-8. PMC 6460631. PMID 30651584. {{cite journal}}: Явное указание et al. в: |author= (справка)Википедия:Обслуживание CS1 (множественные имена: authors list) (ссылка)
- Narasimhan V., Patterson N., Moorjani P; et al. (Сентябрь 2019). The formation of human populations in South and Central Asia. Science. 365 (6457). doi:10.1126/science.aat7487. PMC 6822619. PMID 31488661. {{cite journal}}: Явное указание et al. в: |author= (справка)Википедия:Обслуживание CS1 (множественные имена: authors list) (ссылка)